# Famiglie celebri d'Italia
Famiglie celebri italiane, également connu sous le nom de Famiglie celebri d'Italia, est un ouvrage sur l'histoire et la généalogie de 150 familles italiennes, compilé dans des polycopiés et commencé par Pompeo Litta Biumi ; une deuxième série de généalogies a également été publiée à la fin du XIXe et au début du  XXe siècle.
Le nom original était Famiglie celebri d'Italia, tandis que le terme ' Famiglie celebri italiane est apparu pour la première fois en 1862 avec le polycopié n° 144.

## Série officielle

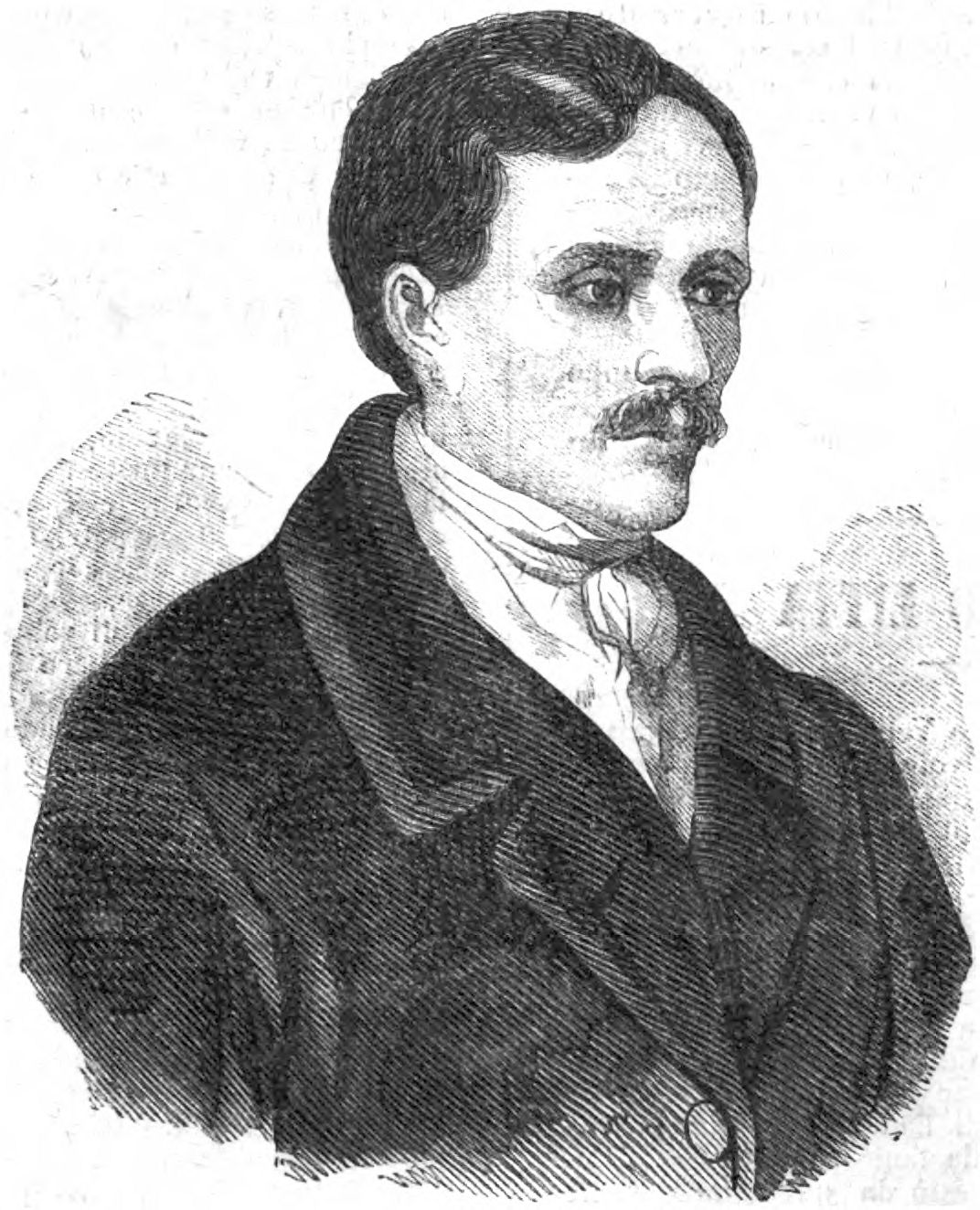
Pompeo Litta Biumi

L'ouvrage, commencé en 1814, après les campagnes militaires de Litta Biumi aux côtés de la France, avait pour but de faire l'éloge des nombreuses maisons nobles de la péninsule italienne et en particulier de celles de Milan, dont il était lui-même un représentant. L'idée de Litta, comme l'indique le titre, n'était cependant pas de raconter toutes les maisons nobles d'Italie, mais seulement celles « célèbres », c'est-à-dire distinguées pour un acte particulier.
La publication, qui est organisée en un ou plusieurs feuillets pour chaque famille traitée, contient l'arbre généalogique de la famille et de ses branches collatérales, mais aussi les armoiries en couleur et des reproductions de dessins de certains monuments célèbres, de portraits ou de médailles des personnages les plus importants qui lui sont liés.
.

## Critique
De l'aveu même de Luigi Passerini, l'ouvrage n'était pas exempt d'erreurs et il a cité des exemples de biographies trop courtes pour des personnages importants, l'« inversion fréquente des couleurs des armoiries » et des erreurs dans l'ordre généalogique .
Au XIXe siècle, certains érudits ont publié des textes pour corriger les erreurs trouvées pour certaines familles .
La plus grande critique des planches de Litta est cependant celle de Giuseppe Ferrari, publiée en français dans la Revue des Deux Mondes en 1846[20], qui, sur un ton sarcastique, démonte l'ensemble de la présentation de l'ouvrage.
La description de certains événements a également suscité des protestations de la part des membres des familles concernées, comme dans le cas de Charles Albert de Savoie qui, en 1846, s'est plaint de la description de « l'incompétence de gouvernement des trois derniers princes qui l'ont précédé sur le trône ».

## Pour approfondir